# Mia moglie, un corpo per l'amore
Mia moglie, un corpo per l'amore è un film drammatico del 1972 diretto da Mario Imperoli.

## Trama
Paolo e Simona sono una ricca coppia borghese. Lei però tradisce l'uomo con il più giovane Marco, senza che la cosa disturbi più di tanto il marito, perlomeno all'apparenza. Ma le cose cambieranno velocemente durante una vacanza al mare che riunirà i tre per l'ultima volta.

## Curiosità
- Si tratta del primo film del produttore e regista romano Mario Imperoli.
- Il film è conosciuto anche con il titolo Simona un corpo per tutti.